# Джаннини, Дузолина
Дузоли́на Джанни́ни (итал. Dusolina Giannini; 19 декабря 1902, Филадельфия, Пенсильвания, США — 29 июня 1986, Цюрих, Швейцария) — американская оперная певица (сопрано) итальянского происхождения.

## Биография
Родилась в семье оперного певца (тенор) Ферруччо Джаннини (1868—1948), перебравшегося в США в 1885 году, который и стал её первым наставником по вокалу. Брала также уроки у Марчеллы Зембрих в Нью-Йорке. Здесь же в 1925 году состоялся и её дебют на сцене «Карнеги-холла». С 1927 года пела в крупнейших оперных театрах Европы и Америки; была участницей Зальцбургских фестивалей. С начала 1960 годов преподавала вокальное мастерство и была руководителем оперной студии в Цюрихе.

## Партии
- «Аида» Верди — Аида
- «Фальстаф» Верди — Алиса Форд
- «Отелло» Верди — Дездемона
- «Тоска» Пуччини — Тоска
- «Дон Жуан» Моцарта — Донна Анна
- «Кармен» Бизе — Кармен
- «Сельская честь» Масканьи — Сантуцца
- «Алая буква» Витторио Джаннини — Эстер Прин